# HMS Marshal Ney
«Маршал Ней» (англ. HMS Marshal Ney) — монітор однойменного типу Королівського флоту, побудований на початку Першої світової війни. Закладений як M13, корабель було названо на честь французького фельдмаршала Наполеонівських війн Мішеля Нея. Після завершення війни монітор став плавбазою, а пізніше використовувався для навчання кочегарів. Між 1922 та 1947 роками колишній монітор тричі міняв назву, послідовно на Vivid, Drake та Alaunia II. Утилізований у 1957 році.

## Конструкція
«Маршал Ней» призначений для здійснення берегових операцій уздовж захищеної піщаними мілинами берегової лінії Бельгії, був оснащений двома масивними 15-дюймовими (380-міліметровими)) морськими гарматами. Спочатку ці гармати мали бути зняті з одного з лінійних крейсерів «Renown» і «Repulse» після їх переобладнання. Однак гармати були не готові, а натомість були використані гармати, призначені для лінійного корабля «Ramillies» .
Дизельні двигуни моніторів типу «Маршал Ней» були постійним джерелом технічних проблем, що перешкоджало використанню кораблів. Зокрема, сам «Маршал Ней», за висловом з Jane's Fighting Ships, — «практично провал», оскільки його дизельні двигуни MAN були особливо ненадійними. Сучасний опис двигунів адмірала Реджинальда Бекона, командира Дуврського патруля з квітня 1915 року, показує, наскільки вони були неефективні:
«Надійність як у офіцерів, так і самого корабля — це головне, що цінує адмірал. „Маршал Ней“, оцінюючи за цим стандартом, був безнадійниним грішником. Але його офіцери та екіпаж компенсували його недоліки. Його двигуни досить часто вибухали під час запуску; його машинне відділення було ніби посічене шрапнеллю від уламків головок циліндрів, а те, що не постраждали працівники машинного відділення було справжнім чудом. Його головний інженер, пан Сван, налагоджував двигуни із впертістю троянця, і майже подолав їх шкідливі звички. І справді, розмовляючи з ним, ви майже переконувались у тому, що лише одна невелика зміна змусить їх нормально працювати наступного разу, коли корабель рушатиме. На додаток до цього, коли вони не вибухали, вони зазвичай не запускалися, і якщо вже вони запрацювали, ніхто не бажав їх зупиняти, боячись що наступного разу вони не запустяться. Але, без перебільшення, чим більше вони вибухають і тим гірше себе поводять, тим більше містер Сван любив їх і тим натхненніше виглядав капітаном (Х'ю Дж.) Твіді». 

## Історія служби
Приписаний до Патруля Дувру, «Маршал Ней» служив разом з однотипним монітором «Маршал Сульт». Брав участь у обстрілах німецької берегових батарей та позицій у Бельгії, Але через проблеми з двигунами від використання корабля за відповідним призначенням відмовилися.
У 1916 році башта головного калібру корабля була знята і встановлена на інший монітор — «Еребус», який увійшов до складу Дуврського патруля разом з однотипним йому «Террор». Натомість «Маршал Ней» був переозброєний одною 234-міліметровою гарматою BL 9.2-inch Mk VIII та 4 152-міліметровими гарматами для сторожової служби у південній частині Північного моря. Корабель вступив у бій з німецькими есмінцями під час їх рейду на Рамсгейт у квітні 1917 року.
Протягом 1919 року «Маршал Ней» стояв на базі у Квінборо, до того як він був роззброєний і з 1920 року став плавбазою у Форт Блокхаус. Перейменовану на Vivid у червні 1922 року, він потім служив навчальним кораблем кочегарів, а потім був плавучою казармою до 1957 року. Він знову був перейменована в Drake у січні 1934 року, а Alaunia II у 1947 році.

## Доля
Корабель прибув на верф компанії Thos W Ward у Мілфорд-Хейвен 6 жовтня 1957 року для утилізації.